# Style Beaux-Arts
Pour les articles homonymes, voir Beaux-arts.
 (novembre 2017).
Si vous disposez d'ouvrages ou d'articles de référence ou si vous connaissez des sites web de qualité traitant du thème abordé ici, merci de compléter l'article en donnant les références utiles à sa vérifiabilité et en les liant à la section « Notes et références ».

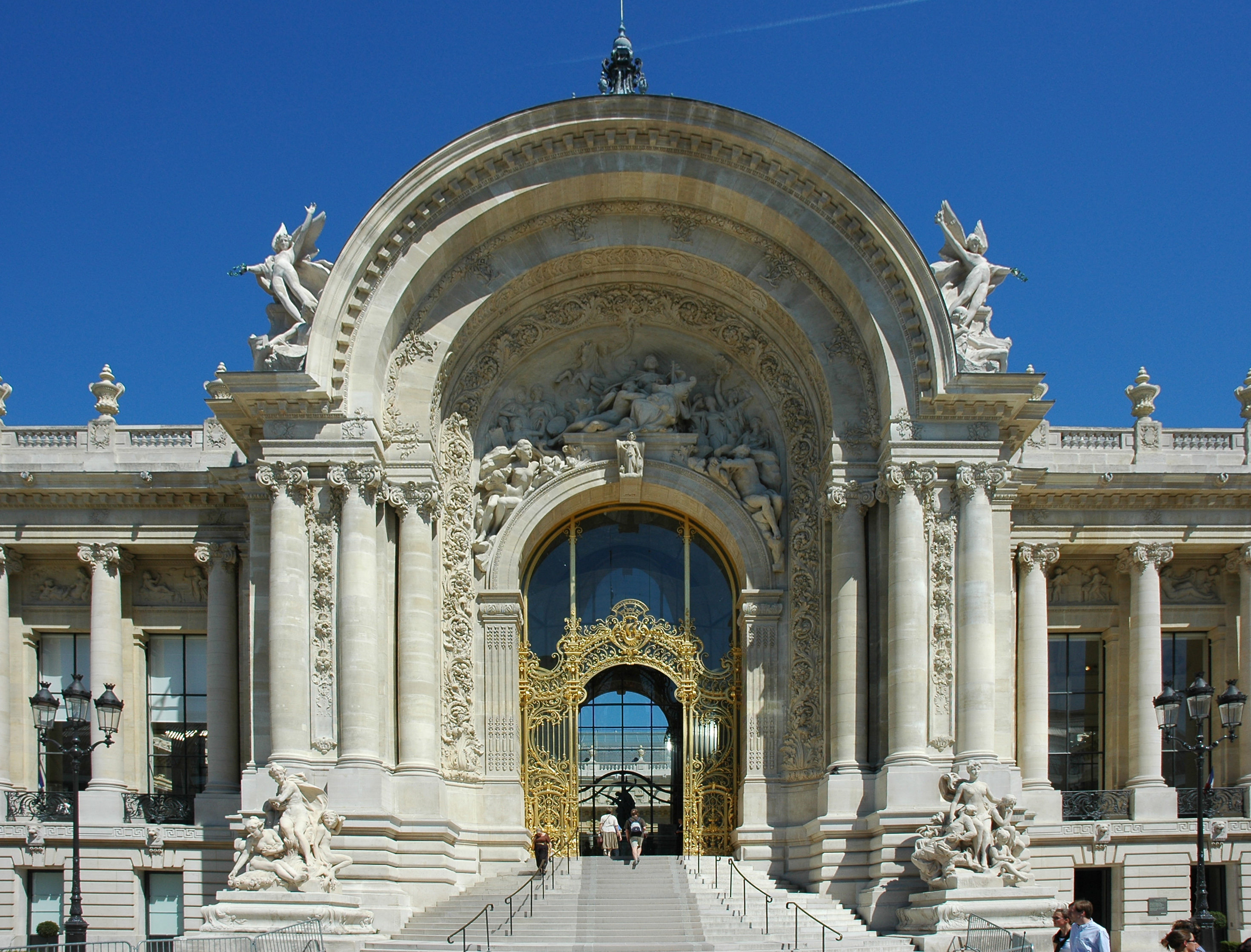
Le monumental portail du Petit Palais, Paris, 1900.

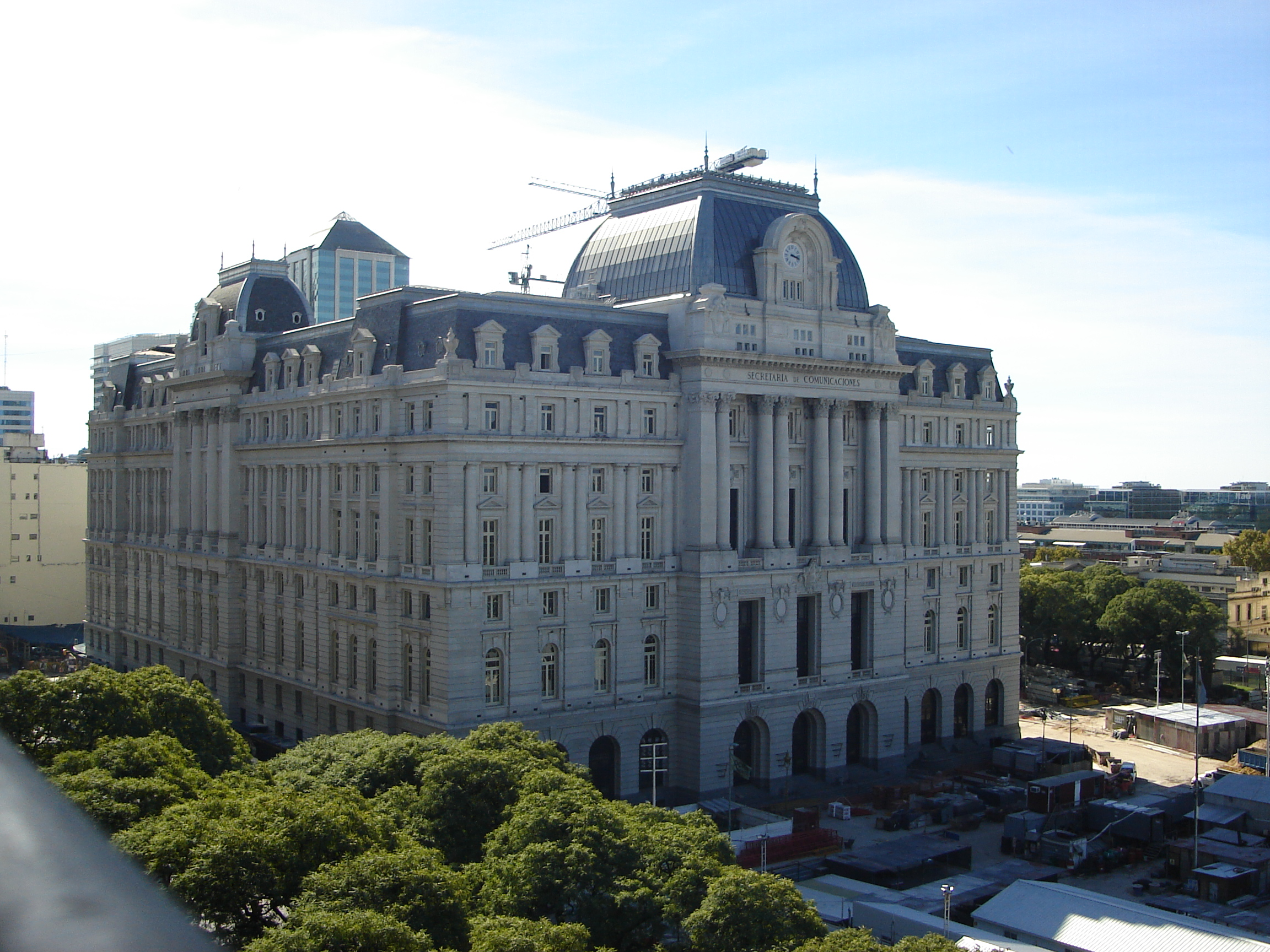
Ancienne poste centrale d'Argentine, Buenos Aires, 1928.

Le style Beaux-Arts, conception due aux historiographes de l'architecture américaine (sous le nom de Beaux-Arts style ou encore Modern French),, est une forme d'éclectisme.
Il obtient un grand retentissement aux États-Unis à partir des années 1860 et jusqu'au milieu du XXe siècle. En Angleterre, on parle d’architecture victorienne, le règne de la reine Victoria couvrant les périodes françaises du style Napoléon III et du style Beaux-Arts. Pour les mêmes raisons, on parle pour l'Allemagne de style wilhelmien et pour l'Italie d'architecture humbertienne.
En France, il est issu en droite ligne du style Napoléon III, mais caractérise avant tout les réalisations architecturales du début de la Troisième République.
Il doit son nom à l’École des beaux-arts et à l’Académie des beaux-arts qui sont les institutions-clefs de l’enseignement et de la reconnaissance artistiques à Paris. Ce style a prédominé des années 1860 jusque vers la Première Guerre mondiale. Cette architecture se diffusa largement à travers le monde ; en effet les anciens élèves dispensèrent leurs cours dans de nombreux pays étrangers, et l'école accueillait des étudiants provenant de toute l'Europe et également d'Amérique. Ainsi, 102 étudiants américains furent diplômés de l'école des Beaux-Arts entre 1895 et 1914, malgré un numérus clausus instauré en 1900 qui n'autorisait la présence que de 30 étudiants étrangers pour 90 étudiants français par promotion.
Le concours du grand prix de Rome d'architecture, durant la même période, entérine les codes de cette esthétique, bien que les étudiants ne soient pas contraints à adopter un style particulier.

## Caractéristiques

### Principes architecturaux de l'école
Dans son ouvrage paru en quatre volumes, Éléments et théorie de l'architecture (1901-1904), Julien Guadet expose les règles principales enseignées à l'école des Beaux-Arts :
- Subordination de la construction du plan ;
- Prépondérance du croquis bidimensionnel sur la perspective qui tend à déformer ;
- Préférence pour les études en plan ;
- Préférence pour la composition symétrique et axiale, avec prudence à l'égard du pittoresque[2].

Les productions architecturales de style Beaux-Arts se caractérisent par une apparente homogénéité, cependant les directeurs d'atelier maîtrisaient un style personnel qui influait grandement sur leurs élèves. Ces derniers devaient par ailleurs interpréter un projet de façon originale, tout en se servant de façon pertinente (et non pas arbitraire) des références historiques inculquées durant leur apprentissage. La fonctionnalité des édifices se subordonnait à toute préoccupation esthétique, bien que la symétrie des plans était privilégiée.

### Composition et conception architecturales
Ce qui caractérise le style Beaux-Arts est la référence plus ou moins explicite à un ensemble de styles passés reconnus comme compatibles, que ce soit le néo-classique, le néo-renaissance, le néo-baroque, voire le néo-roman et le néo-byzantin, avec une tendance constante à rechercher un équilibre des volumes inspiré de l'architecture classique française. Les architectes Beaux-Arts ont puisé à volonté dans les solutions constructives et les formes ornementales héritées directement ou non de l'Antiquité, mais sans se soucier de respecter la codification des ordres gréco-romains et autres règles de composition trop rigoureuses et ne laissant pas suffisamment de place à la créativité (c'est précisément ce qui fait la différence avec le néo-classicisme).[réf. souhaitée] Dans ses formes les plus poussées et les plus libres, ce libre mélange des époques a donné naissance à l'architecture éclectique.
La profusion des détails architectoniques est typique : balustrades, statues, colonnes, guirlandes, pilastres entre portes et fenêtres, grands escaliers ou emmarchements, larges arches. Le dôme et la coupole sont des éléments appréciés. La polychromie est souvent présente dans le décor des façades. Elle est ainsi plébiscitée par Charles Garnier (celui-ci fait alors référence aux villes italiennes très colorées). Le style Beaux-Arts se caractérise aussi par la conception monumentale, massive et grandiose réservée aux grands bâtiments publics ou privés. La symétrie et la composition axiale sont habituellement de mise dans la majorité des édifices conçus dans le style Beaux-Arts. Leur fonction est facile à identifier et il est aisé de s'orienter à l'intérieur des bâtiments. Les architectes recherchent la clarté du plan, élaboré de façon méthodique et rigoureuse, ainsi que l'équilibre des proportions. L'architecture Beaux-Arts ne répugne pas à utiliser des matériaux modernes comme le fer.
Les canons de l'esthétique Beaux-Arts ont été fixés dès le règne de Napoléon III lors des extensions apportées au palais du Louvre par Visconti et Hector-Martin Lefuel, tous deux formés à l'École des beaux-arts de Paris et lauréats du prix de Rome. Le fait de devoir prolonger sans solution de continuité flagrante des bâtiments édifiés au fil des trois siècles précédents a donné l'impulsion à un éclectisme de bon ton, lequel a été vulgarisé à travers le style haussmannien et ses évolutions ultérieures, ainsi que dans les transcriptions vernaculaires qu'en a donné l'habitat bourgeois de la fin du XIXe siècle.

## Éclipse et second souffle
Alors que la concurrence du style Art nouveau a été très marginale autour de 1900, l'architecture Beaux-arts a évolué sous l'effet de l'introduction de nouvelles techniques. À Paris, les grandes réalisations de Victor Baltard (comme les pavillons des Halles ou l'église Saint-Augustin) portaient déjà témoignage des possibilités ouvertes par les structures métalliques sans pour autant rompre avec le vocabulaire ornemental Beaux-arts. L'architecture ferroviaire de la fin du XIXe siècle poursuit cette évolution, qui conduira à des réalisations toujours plus audacieuses, comme le Grand Palais ou le pont Alexandre-III de Paris, emblématiques de l'éclectisme fin de siècle.
Mais bientôt, plus particulièrement après 1918, les innovations techniques vont retentir sur l'aspect même des bâtiments. Arrivent alors l'Art déco et ses suites (style international et style paquebot notamment). La nouvelle génération des Auguste Perret, Robert Mallet-Stevens ou Le Corbusier, concurremment avec l'influence du Bauhaus, s'inscrivent explicitement en rupture avec l'esthétique Beaux-arts, considérée comme insupportablement démodée et n'ayant pas l'excuse de la fonctionnalité.
Toutefois, grâce à l'influence de l'Académie et au prestige de l'École, le style Beaux-Arts trouve un second souffle à l'occasion de la Reconstruction, notamment en raison de la nécessité de reconstituer les bâtiments endommagés ou de compléter le tissu urbain sans jurer avec le bâti existant (on parle alors d'« architecture d'accompagnement »). C'est encore une époque où tout futur architecte doit passer obligatoirement par le filtre d'un enseignement qui n'a que peu évolué depuis le XXe siècle. On continue à étudier les antiques du palais des Études ou du musée du Louvre, à pratiquer les « analos » (analyses consistant à reproduire des modèles de l'architecture grecque ou romaine), à mettre en exergue les seuls bienfaits de la « composition architecturale » et de l'étude du « poché », à concourir dans l'espoir de partir pendant quatre ou cinq années à l'Académie de France à Rome (villa Médicis) pour y réaliser les traditionnels « envois de Rome ».
À partir des années 1980 s'est manifestée dans le monde entier une certaine lassitude devant la rigidité répétitive de la construction industrielle rationalisée, ce qui a donné lieu à l'émergence progressive de l'architecture postmoderne. Ses promoteurs, en multipliant les citations néo-classiques (comme Ricardo Bofill) et en recyclant les éléments formels des siècles passés, ont contribué à une certaine réhabilitation de l'esprit Beaux-Arts.

## Les principales œuvres en architecture par pays

### Autriche
- Vienne : Le Ring.

### Belgique
- Bruxelles :
  - no 35 rue de la Science : hôtel particulier d'Alfred Loewenstein, architecte A. Sigwalt (1919).
  - Palais de justice de Bruxelles
  - Commissariat de l'avenue Louis Lepoutre

### Canada
- Edmonton

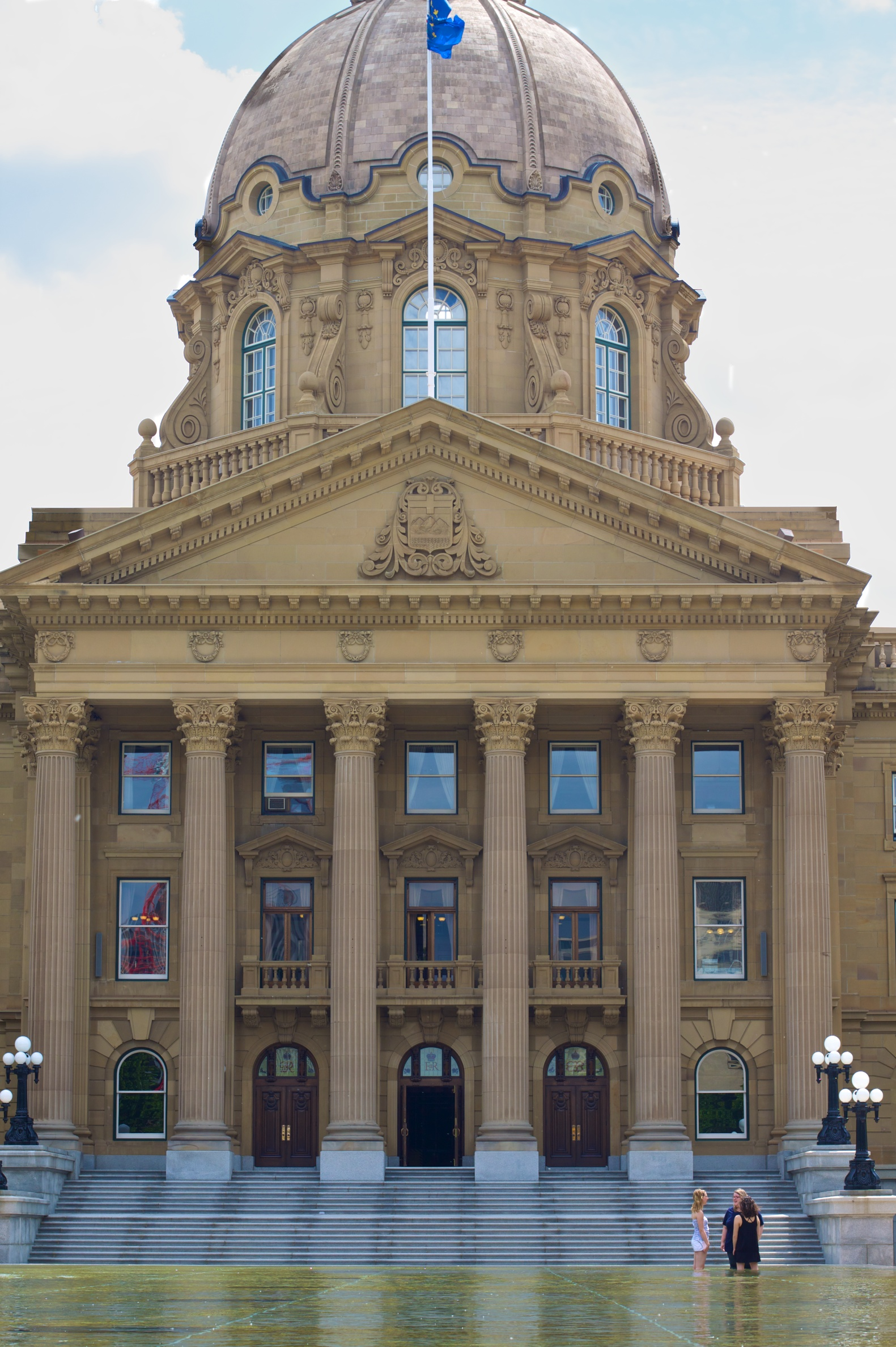
Édifice de l'Assemblée législative de l'Alberta, 1913.

  - Édifice de l'Assemblée législative de l'Alberta

- Montreal :
  - Château Dufresne
  - Édifice Gilles-Hocquart
  - Édifice Sun Life
  - Édifice Ernest-Cormier
  - Temple maçonnique de Montréal
  - Bain public et gymnase de Maisonneuve

- Ottawa :
  - Centre de conférences du gouvernement

- Québec
  - Capitole de Québec
  - Édifice Louis-S.-St-Laurent

- Regina :
  - Édifice de l'Assemblée législative de la Saskatchewan

- Toronto
  - Gare Union de Toronto

- Vancouver
  - Galerie d'art de Vancouver
  - Gare de Vancouver Pacific Central

- Winnipeg
  - Palais législatif du Manitoba
  - Gare Union de Winnipeg

### États-Unis
- Boston (Massachusetts) :
  - Bibliothèque publique de Boston.

- Chicago (Illinois) :
  - Hilton Chicago.
  - Buckingham Fountain.

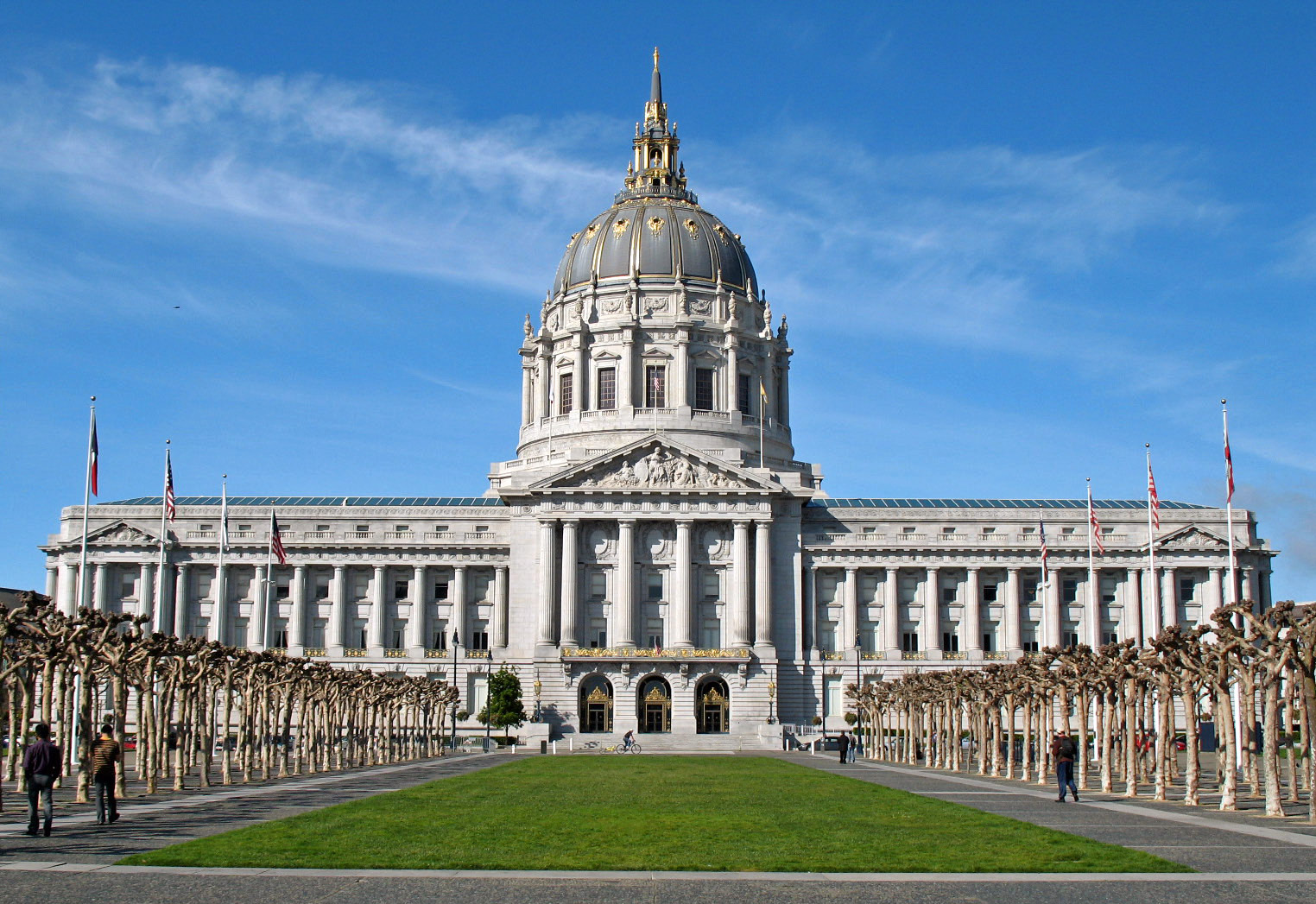
Hôtel de ville de San Francisco, 1915.

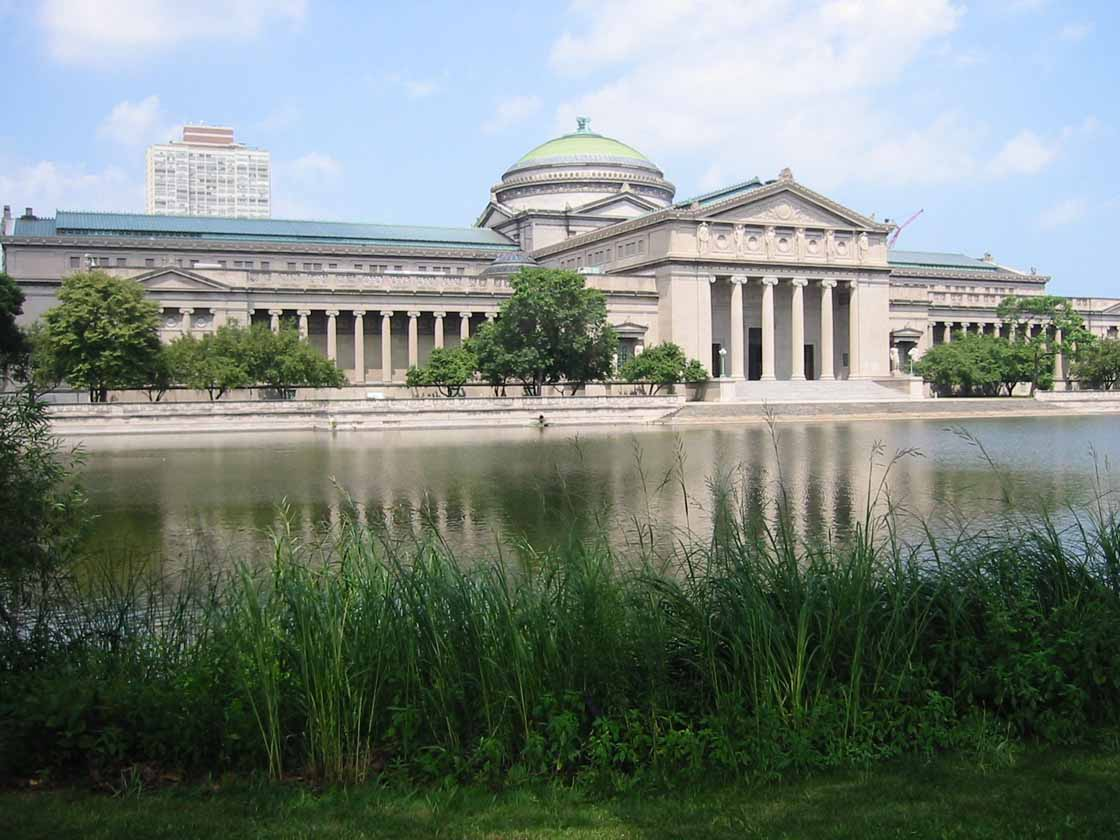
Musée des sciences et de l'industrie de Chicago, 1893.

  - Musée des sciences et de l'industrie.

- Détroit (Michigan) :
  - Michigan Central Station.

- Minneapolis (Minnesota) :
  - Basilique Sainte-Marie de Minneapolis.

- Newport (Rhode Island) :
  - Marble House.

- New York :
  - Carnegie Hall.
  - Grand Central Terminal.
  - New York Public Library.
  - Waldorf-Astoria.
  - The Singer Building.
  - Le Metropolitan Museum of Art.
  - Custom House.
  - 300 Park Avenue South.
  - Flatiron Building.

- San Francisco (Californie) :
  - Palace of Fine Arts.
  - Hôtel de ville de San Francisco.

- Washington D.C.
  - Thomas Jefferson Building
  - Gare de Washington Union Station
  - Maison d'Edward Hamlin Everett

### France
- Nantes : musée d'arts de Nantes.

- Paris :
  - l'ensemble Grand Palais - Petit Palais - pont Alexandre-III.
  - École des Beaux-Arts.
  - Basilique du Sacré-Cœur de Montmartre.
  - Palais du Trocadéro.
  - Gare d'Orsay.

- Saint-Étienne : École régionale des arts industriels[réf. nécessaire].

### Laos
- Luang Prabang : palais royal (1904-1909).